# Clotario Blest
Clotario Leopoldo Blest Riffo (Santiago, 17 de noviembre de 1899-Santiago, 31 de mayo de 1990) fue un dirigente sindical chileno, fundador de diversas organizaciones, incluyendo la Agrupación Nacional de Empleados Fiscales (ANEF), la Central Única de Trabajadores (CUT), el Movimiento de Izquierda Revolucionaria (MIR) y el Comité de Defensa de Derechos Humanos y Sindicales (CODEHS).

## Biografía

### Primeros años
Nació el 17 de noviembre de 1899 en Santiago. Sus padres fueron Ricardo Blest Ugarte, miembro del ejército, y Leopoldina Riffo Bustos, una profesora de escuela primaria. Tuvo dos hermanos, Fernando y Leopoldina. Su abuelo paterno fue Guillermo Blest, inmigrante irlandés de cuyo primer matrimonio nacieron los escritores Guillermo y Alberto Blest Gana. La familia Blest Gana no tuvo mayor contacto con los Blest Ugarte, viviendo estos últimos en una situación austera. El padre de Clotario Blest falleció cuando él era un niño, por lo que su madre debió mantenerlo a él y a sus hermanos con su sueldo de profesora.
Blest cursó sus estudios primarios en una escuela pública. Posteriormente ingresó al Seminario Pontificio de Santiago, gracias a una beca que le consiguieron unos parientes. Durante los nueve años que estuvo en el internado del Seminario, tuvo como profesores a José María Caro y a Fernando Vives Solar, quienes influyeron en su forma de pensar. Tras este periodo dio su examen de bachillerato en la Universidad de Chile, recibiendo un diploma en 1918. Posteriormente se trasladó al Seminario de Concepción a estudiar teología, donde permaneció dos años bajo órdenes de Alfredo Cifuentes Gómez. Después viajó al seminario de La Serena para completar sus estudios, pero allí decidió que no tenía vocación religiosa y regresó a Santiago. Según sus propias palabras: “Debe haber en mí un rebelde. No acepto fácilmente órdenes con las cuales no estoy de acuerdo”.
En 1921, año en que regresa a Santiago, su madre era directora de escuela, su hermana Leopoldina estudiaba en la Escuela Normalista, y su hermano Fernando seguía la carrera militar. Debido a los problemas económicos de la familia, Blest optó por trabajar en vez de estudiar en la universidad. Durante este periodo conoció a Luis Emilio Recabarren, asistiendo a sus charlas y conferencias. Blest fue influenciado por las ideas de Recabarren, a quien se refirió como “el más grande y genuino representante de la clase trabajadora chilena y del pueblo de Chile”. Blest trabajó como vendedor de aceite de higuerillas, como asistente de un abogado y en una farmacia, antes de ingresar al Servicio de Tesorerías. Durante estos primeros años como empleado público se dedicó a estudiar en su tiempo libre materias como Derecho, Filosofía y Química.

### Inicios de la actividad social
Blest comenzó su actividad social durante los años 1920. En aquella época ingresó a un círculo de estudios llamado El Surco, que era dirigido por el sacerdote Guillermo Viviani Contreras. El objetivo de la organización era luchar por una legislación a favor de la clase trabajadora, promoviendo principalmente la creación de sindicatos. También militó en el Partido Popular, creado por Bartolomé Palacios Silva. Blest escribió sus primeros artículos en ‘’El Sindicalista’’, el periódico del partido. Participó además en "La casa del pueblo", una organización dirigida por Viviani que buscaba propagar el sindicalismo y enseñar materias ligadas al cristianismo.  Sin embargo, tras años de trabajo en "La casa del pueblo", se desligó de ella tras un conflicto relacionado con la capilla de la organización. Blest había bautizado la capilla con el nombre "Jesús obrero", pero la dirección no estuvo de acuerdo con el apelativo y lo cambió. También perdió contacto con Viviani, luego que el sacerdote hiciera público su apoyo al fascismo. Por esos años participó en diversas manifestaciones callejeras y mítines donde conoció a varios sindicalistas ácratas de la capital.
Al mismo tiempo formó parte de la Unión de Centros de la Juventud Católica, organización que reunía a obreros jóvenes interesados en aprender del cristianismo y debatir los asuntos que ocurrían en el país. La organización surgió como contrapartida a la Asociación Nacional de Estudiantes Católicos, de tendencia aristocrática. En 1927 Blest fue elegido presidente de la Unión de Centros. Durante este periodo tuvo un romance con una joven llamada Teresa Ossandón Guzmán (1902-1987), quien era dirigente de la Asociación de la Juventud Católica Femenina. Tras un par de años, ambos decidieron ponerle fin a la relación, optando por dedicarse de forma exclusiva a continuar con sus actividades sociales. Ambos cumplieron su promesa, permaneciendo solteros durante el resto de sus vidas. Ossandón se convirtió posteriormente en religiosa carmelita. Durante este período su hermano Fernando se suicidó y su hermana Leopoldina ingresó al convento del Buen Pastor.

### Germen
Tras desligarse de "La casa del pueblo", Blest fundó en 1928 el grupo Germen, que buscaba difundir principios cristianos distintos a los del sector conservador de la Iglesia Católica, además de apoyar la lucha de los trabajadores. Su logo consistía en una cruz acompañada de una hoz y un martillo. Germen tuvo una revista homónima, en la cual Blest escribía las editoriales y algunos artículos. La agrupación se consideraba católica y abogaba por la unión de la clase trabajadora prescindiendo de todos los partidos políticos existentes en aquella época. También criticó el rol de la Iglesia en la sociedad, especialmente su actitud con las clases más desposeídas. En la declaración de principios de Germen se establecía:

Se ha desfigurado a Cristo ante las masas hasta el extremo de hacerlo odioso. Silencio alrededor del obrero que es Cristo: mucha palabrería alrededor del Dios que es rey. Se ha desfigurado a Jesús, mirándole sólo como Dios, y no como hombre y obrero, verdadero hermano nuestro según la carne, donde Él quiere y desea y pide ser imitado y amado.

En 1931, el sacerdote Fernando Vives, que había regresado al país, fundó la Liga Social de Chile, donde también participó Blest. Era una agrupación que ante los problemas económicos del país postuló una economía corporativa, cuya base eran las profesiones. Blest, en representación de la Liga, entregó su apoyo al proyecto de República socialista liderado por Marmaduque Grove, al existir ideas afines entre ambos. Sin embargo, el hecho fue criticado por algunos miembros de la Liga, lo que provocó la disolución del grupo.
El grupo Germen apoyó durante este período al Partido Social Sindicalista, creado por Carlos Vergara Bravo, y al Partido Corporativo Popular, ambos de breve existencia. En 1935 falleció Fernando Vives, quien había inspirado a Blest en su labor social. Antes de morir, el sacerdote le entregó su crucifijo. Tres años más tarde se disolvió el grupo Germen, producto de diferencias entre sus miembros, quienes siguieron diversos caminos.

### Agrupación Nacional de Empleados Fiscales

Logo de la ANEF.

Blest trabajó como empleado fiscal desde 1922 en la Tesorería General de la República. En 1929 fue nombrado Tesorero Comunal de Providencia, y en 1934 Tesorero Comunal de San Antonio. En esta última ciudad fundó una escuela nocturna para obreros, además de una sociedad protectora de animales. Tras su regreso a Santiago contribuyó a la creación de una asociación de empleados fiscales. Dado que la ley no permitía que estos formaran sindicatos, Blest optó por fundar una asociación deportiva en 1938, llamada Asociación Deportiva de Instituciones Públicas (ADIP). Esta agrupación sirvió como antecedente para la Agrupación Nacional de Empleados Fiscales (ANEF), creada en 1943. Blest fue elegido presidente de la ANEF, cargo que ocupó durante 15 años. La agrupación tenía como objetivos buscar el "perfeccionamiento económico, cultural y social" de los empleados fiscales. En 1944 el presidente Juan Antonio Ríos dictó a través de un decreto el Estatuto Administrativo de los Funcionarios del Estado, el cual fue creado con ayuda de la ANEF, que hizo algunas observaciones.
En los años posteriores la ANEF logró diversos beneficios para los empleados fiscales. Uno de ellos, la ley N° 7.747, que racionaliza la Administración Pública, fue propuesta por Blest. Durante su tiempo en la ANEF, Blest influyó en varias personas, incluyendo a Tucapel Jiménez, sindicalista y posterior presidente de la agrupación. En 1948 se creó la Junta Nacional de Empleados de Chile (JUNECH), que agrupó asociaciones fiscales y semifiscales como la ANEF, la CEPCH, la ANES, la FEDACH, la Asociación Nacional de Empleados Fiscales, la Federación Industrial Ferroviaria de Chile y la Asociación de Empleados Administrativos de la Beneficencia. Blest, como presidente de la ANEF, representó a aquella agrupación ante la JUNECH. Ese mismo año se dictó la Ley de Defensa Permanente de la Democracia, o "ley maldita", que proscribió  la participación política del Partido Comunista de Chile. Clotario Blest estuvo desde el principio en contra de la norma y luchó por su derogación. En 1949 participó en la denominada revolución de la chaucha, una manifestación en contra de las alzas en el transporte público.

### Central Única de Trabajadores

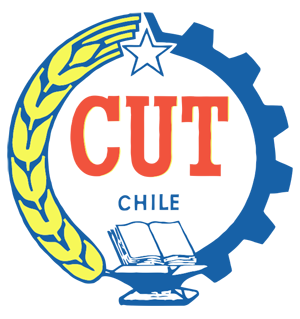
Logo de la CUT.

En paralelo a la presidencia de la ANEF, Blest desarrolló diversas medidas para lograr la unidad de los trabajadores del país, inspirado por la negativa situación económica que tenía Chile. Uno de su esfuerzos era lograr la reunificación de la Confederación de Trabajadores de Chile (CTCH), organización dividida durante los años 1940 por diferencias políticas de sus miembros. En 1952 se realizó una concentración de aproximadamente 50 mil trabajadores en la Plaza Bulnes, donde Blest anunció la creación de un "comité de unidad" que tendría por objeto fundar un organismo que reuniera a todos los trabajadores del país. Al año siguiente, entre el 12 y 15 de febrero, se llevó a cabo un congreso con más de 2.000 delegados que tuvo como resultado el nacimiento de la Central Única de Trabajadores (CUT). En aquella ocasión Blest fue elegido presidente de la organización, cargo que ocupó durante ocho años. En la declaración de principios de la CUT se expresó:

El régimen capitalista actual fundado en la propiedad privada de la tierra, de los instrumentos y medios de producción y en la explotación del hombre por el hombre, que divide a la sociedad en clases antagónicas, explotados y explotadores, debe ser sustituido por un régimen económico social que liquide la propiedad privada hasta llegar a la sociedad sin clases, en la que se asegure al hombre y a la humanidad su pleno desarrollo, […] La Central Única de Trabajadores realizará una acción reivindicacionista encuadrada dentro de los principios y métodos de la lucha de clases, conservando su plena independencia de todos los Gobiernos y sectarismos político partidistas. Sin embargo, la Central Única de Trabajadores no es una central apolítica: por el contrario, representando la conjunción de todos los sectores de la masa trabajadora, su acción emancipadora la desarrollará por sobre los partidos políticos, a fin de mantener su cohesión orgánica. […] La lucha sindical es parte integrante del movimiento general de clases del proletariado y de las masas explotadas, y en esta virtud no puede ni debe permanecer neutral en la lucha social y debe asumir el rol de dirección que le corresponde. En consecuencia, declara que los sindicatos son organismos de defensa de los intereses y fines de los trabajadores dentro del sistema capitalista. Pero, al mismo tiempo, son organismos de lucha clasista que señalan como meta para la emancipación económica de los mismos, o sea, la transformación socialista de la sociedad, la abolición de clases y la organización de la vida humana mediante la supresión del estado opresor."
 Central Única de Trabajadores de Chile (CUT)

Según Blest, la creación de la CUT se debió "no a determinadas personas o dirigentes, sino a la decidida voluntad de la clase trabajadora de llegar a esta unidad". Uno de los aspectos que el dirigente quiso instaurar en la CUT fue un carácter sindical y gremial, ajeno al actuar de los partidos políticos.  La organización se mostró opositora al gobierno de Ibáñez y sus políticas económicas, lo cual demostró a través de paros y movilizaciones. El gobierno intentó a través de varios métodos alejarlo de la dirigencia de la CUT, como ofrecerle el cargo de Tesorero General de la República, pero Blest no aceptó. Además de esto, el dirigente fue encarcelado en numerosas ocasiones en virtud de la "ley maldita". En 1954, el ministro de hacienda Jorge Prat Echaurren preparó el traslado de Blest a la región de Tarapacá para evitar que siguiera presidiendo la CUT y la ANEF. Ante esto, el dirigente presentó su expediente de jubilación, lo cual significó su fin como funcionario público.
Su madre falleció en enero de 1958, siendo sepultada junto a sus otros dos hijos y su marido. Durante estos años la CUT sufrió la renuncia de algunos sectores políticos, a raíz de diferencias doctrinarias entre sus miembros. A pesar de esto, la organización continuó sus tareas bajo la presidencia de Blest, quien se mostró opositor al gobierno de Jorge Alessandri. En 1959 Blest emitió un discurso centrado en la acción directa de los trabajadores, abogando por una independencia de las autoridades políticas; sin embargo, esto fue criticado por los partidos socialista y comunista. El dirigente continuó con su idea, y convocó movilizaciones y huelgas durante los meses posteriores. El 29 de agosto de 1961 llamó a un paro nacional, pero algunos miembros del consejo de la CUT se opusieron a la medida, ante lo cual Blest presentó su renuncia a la presidencia del organismo. Con posterioridad supo que la decisión de los dirigentes estuvo influenciada por presiones del gobierno. Sin embargo, cuando intentó explicar la situación al año siguiente en un congreso de la CUT, fue abucheado por los presentes, quienes además le arrojaron monedas. Tras el incidente, Blest pensó en suicidarse, pero finalmente descartó la idea.

### Labor internacional
Además de crear organizaciones sociales en Chile, Blest participó en diversas organizaciones internacionales. Durante los años 1950 participó en el Comité Nacional de Partidarios de la Paz en Chile, junto a figuras como Pablo Neruda y Gabriela Mistral. En 1955 fue nombrado por la Asamblea Mundial de la Paz como miembro del Consejo Mundial de la Paz, organismo dirigido por Frederic Joliot-Curie.
Blest se opuso a las dictaduras de Batista en Cuba y al golpe militar de Castillo Armas en Guatemala. Tras la caída de Batista, presidió el Movimiento Nacional de Solidaridad y Defensa de la Revolución Cubana, y viajó a aquella isla en algunas ocasiones. Blest además elogió la labor de Nikita Krushev en la Unión de Repúblicas Socialistas.

### Años 1960: Cofundador del MIR
Tras su salida de la CUT, Blest fundó el Movimiento de Fuerza Revolucionario (MFR), organización que buscaba agrupar a las tendencias insurreccionales del país. Entre las medidas que buscaba el MFR se encontraba una "reforma agraria integral, disolución del Ejército, formación de milicias sindicales, autogestión de las unidades productivas y socialización de la sociedad". En octubre de 1962 el dirigente fue detenido en medio de una manifestación contra el bloqueo estadounidense a Cuba, y fue trasladado al llamado "patio de los cogoteros" de la Cárcel Pública de Santiago por orden del gobierno. A pesar de la mala fama del lugar, los reclusos no molestaron a Blest e incluso lo ayudaron. En aquel periodo debió enfrentar un juicio por "subversión al orden establecido", luego que miembros del Movimiento Social Progresista, organización adscrita al MFR, realizara atentados explosivos en la ciudad. La defensa de Blest fue adoptada por la ANEF, entonces presidida por Tucapel Jiménez, que logró la liberación del dirigente en febrero de 1963.
En 1963, mientras se rumoreaba que la izquierda llevaría como candidato presidencial a Baltazar Castro, Salvador Allende se reunió con el MFR para que lo apoyaran en una candidatura independiente. Sin embargo, cuando el Frente de Acción Popular se enteró de este pacto, nombró a Allende como su candidato. Dos años más tarde Blest participó en la fundación del Movimiento de Izquierda Revolucionaria (MIR), junto a Luis Vitale y Miguel Enríquez, entre otros. Durante este periodo, el dirigente además se hizo cargo de la Comisión Técnica de la ANEF, y en 1966 fue homenajeado por la CUT. Al año siguiente Blest se desligó del MIR debido a diferencias de fondo con los miembros más jóvenes.

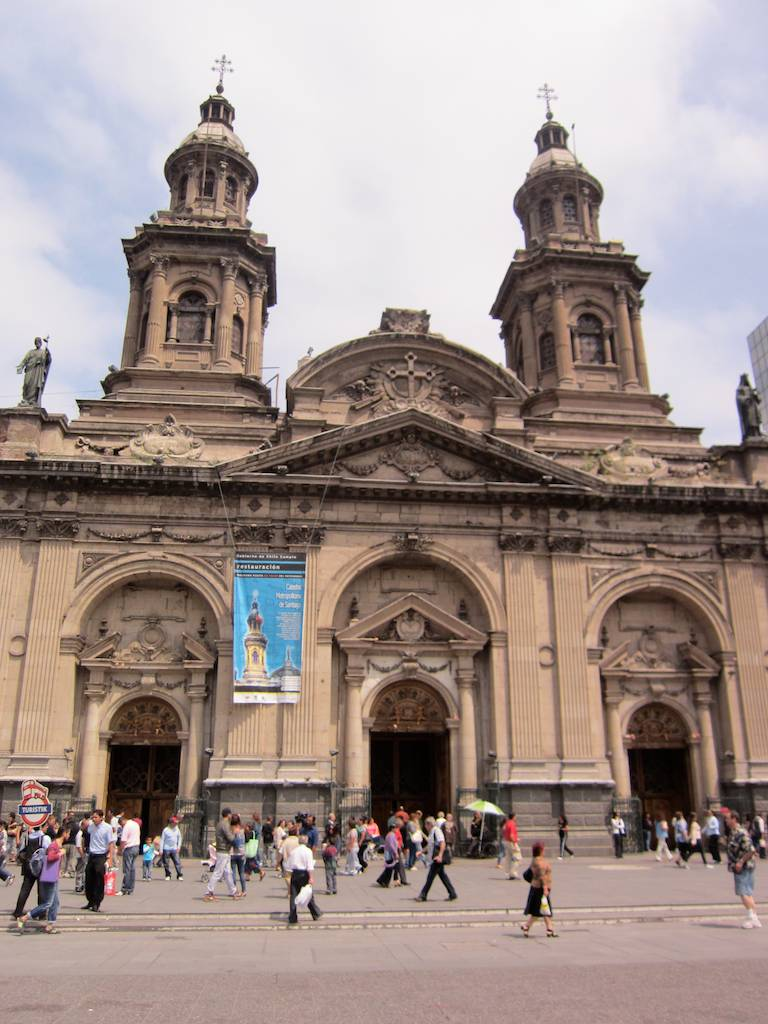
La Catedral Metropolitana de Santiago fue tomada por el grupo Iglesia Joven el 11 de agosto de 1968, como señal de protesta ante el trato de la Iglesia católica con los sectores más desposeídos de la sociedad. Entre los responsables de la toma estuvo Clotario Blest.

El 11 de agosto de 1968 participó en la toma que el movimiento Iglesia Joven hizo de la Catedral Metropolitana de Santiago, en la cual desplegaron un lienzo que decía: "Por una Iglesia junto al pueblo y su lucha". El grupo estaba compuesto por sacerdotes, religiosas y laicos. El acto buscaba criticar la actitud que la Iglesia Católica había tenido hasta ese momento con las clases más desprotegidas, y la instaba a un cambio hacia la humildad y un mayor acercamiento al Evangelio. Tras la toma, Blest continuó asistiendo a la reuniones de la organización y participando en sus actividades. Sin embargo, no asumió cargos directivos ya que prefería que estos fueran ocupados por los jóvenes. En 1969, algunos miembros de la Iglesia Joven propusieron a Blest como precandidato presidencial sin consultarle, e hicieron propaganda callejera. Tras enterarse de esto, el dirigente puso fin a la candidatura. Al año siguiente la organización se disolvió.

### Años 1970: Unidad Popular y Dictadura Militar
A comienzos de la década, Blest participó en la fundación del "Comité de los Sin Casa" (que realizaba tomas de terreno que eran ocupados por trabajadores sin vivienda), y del Comité de Defensa de Derechos Humanos (CODEH). Durante las elecciones presidenciales de 1970 se abstuvo de votar, ya que dudaba que un socialismo aplicado a través del sistema político existente pudiera tener éxito. El dirigente se mantuvo ajeno al gobierno de la Unidad Popular, criticando incluso algunas de sus medidas, como el acuerdo que contrajo con la CUT en virtud del cual esta organización se comprometía a respaldar las medidas del gobierno durante los próximos 14 meses. Ante esto, Blest fundó y presidió el Frente de Trabajadores Revolucionarios (FTR), que duró algunos meses antes de disolverse. Entre las medidas que Blest apoyó se encontraba la nacionalización del cobre, que fue descrita por él como "la auténtica independencia económica de este país". Durante los primeros meses de 1973 llegó a Chile Henri Grouès (el "abate Pierre") quien había conocido a Blest cuatro años antes. En su visita al país, el sacerdote francés le ordenó a los hermanos de Emaús chilenos que cuidaran de Blest, prestando especial atención a su alimentación y salud.
La mañana del 11 de septiembre de 1973, mientras las fuerzas armadas llevaban a cabo el golpe de Estado que derrocó a Salvador Allende, Blest se dirigió al Palacio de la Moneda para apoyar al presidente. Sin embargo, antes de poder llegar fue obstaculizado por una patrulla que lo obligó a devolverse. Tras el golpe, varias embajadas le ofrecieron asilo, pero el dirigente permaneció en su hogar. Días después su casa fue allanada por militares que buscaban armas escondidas. Al no encontrarlas, se llevaron libros, ropa e incluso su pensión de jubilado. Ante las medidas adoptadas por el gobierno de facto, Blest reactivó el Comité de Defensa de Derechos Humanos (CODEH), fusionándolo con el Comité de Defensa de Derechos Sindicales (CODES), también creado por él, en el Comité de Defensa de Derechos Humanos y Sindicales (CODEHS), junto a Eduardo Long, Santiago Pereira, Pedro Gaete, Alfredo Molina, Gloria Rodríguez, Manuel Machuca, Rosa Rubilar, Nelson Paz, Raúl Elgueta, Manuel Acuña y Oscar Ortíz. Además, en los años siguientes participó en la Comisión Chilena de Derechos Humanos, organización opositora a las medidas represivas del Régimen Militar y que buscaba solidarizar con los afectados y sus familias. Entre los fundadores de la organización estuvieron Blest, Máximo Pacheco Gómez, Mila Oyarzún y Jaime Castillo Velasco.
Su casa sirvió de refugio para perseguidos políticos, ayudándolos incluso a conseguir asilo en las embajadas. Participó además en numerosas manifestaciones contra la dictadura, y envió cartas a organizaciones y políticos para lograr la libertad de los presos políticos. Como gesto simbólico, el dirigente no se volvió a cortar su barba tras el golpe de Estado, sosteniendo que se afeitaría luego de la recuperación de la democracia. El 18 de abril de 1979 un grupo de mujeres, familiares de detenidos desaparecidos, se encadenó a las rejas del Ministerio de Justicia como señal de protesta. Clotario Blest fue una de las personas que las acompañó en aquel acto.
Durante los años de la Dictadura Militar, adoptó un método de protesta no violenta, inspirado por Mahatma Gandhi y Martin Luther King, además de las enseñanzas de Cristo. Durante los últimos años de la década de 1970 fundó la Liga por la Paz, que abogaba por una solución no violenta entre los conflictos limítrofes de Chile con Argentina y Perú. En octubre de 1979 Blest recibió el Premio de la Paz otorgado por el Servicio de Paz y Justicia (SERPAJ), organización presidida por Adolfo Pérez Esquivel.

### Últimos años de vida

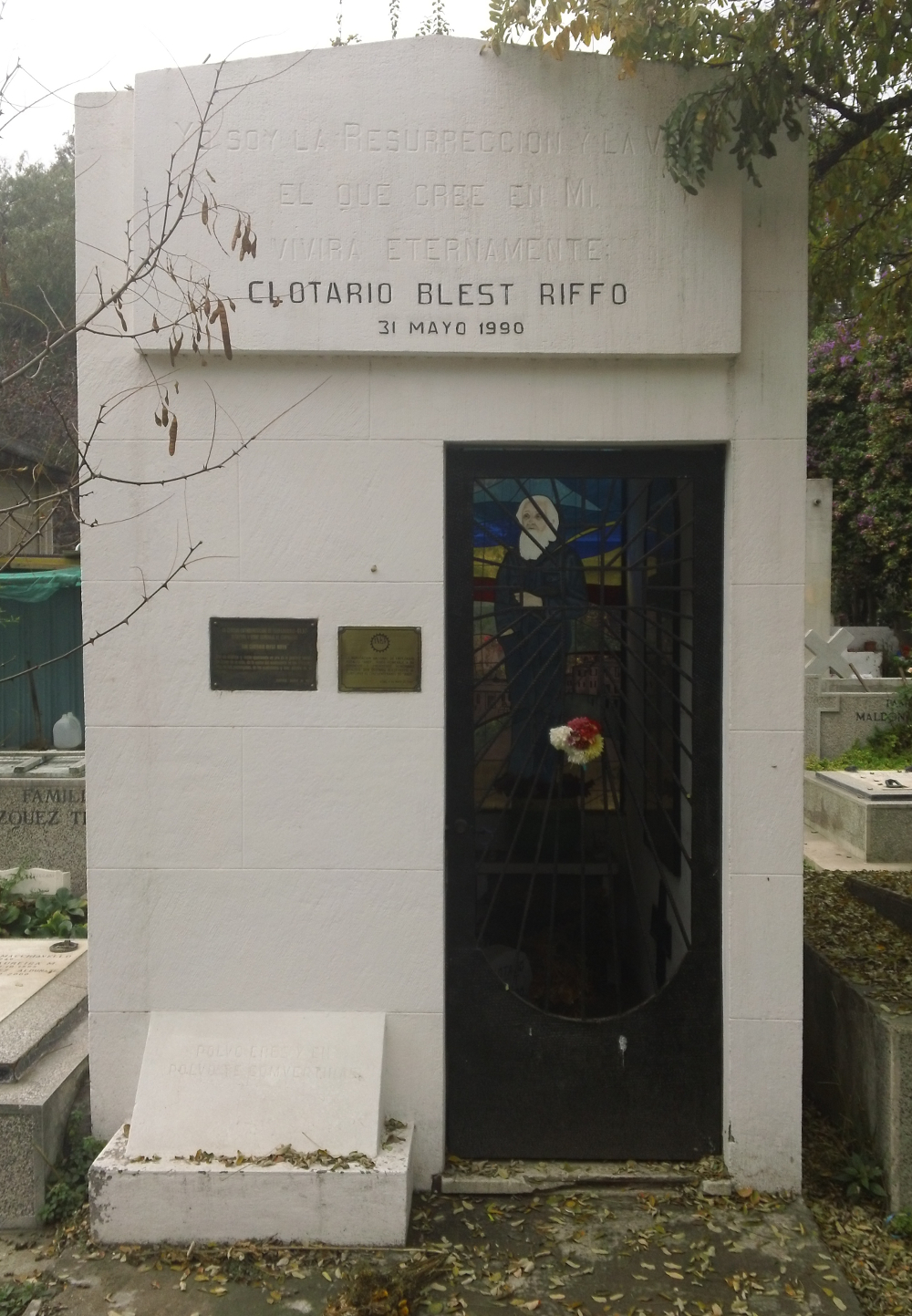
Mausoleo de la familia Blest Riffo, en el cual se encuentra la tumba de Clotario Blest (Cementerio General de Santiago).

Blest tuvo una vejez solitaria, acompañado solamente por sus mascotas y por dos jóvenes, Oscar Ortíz y Francisco Díaz, quienes lo ayudaban en sus tareas diarias. Durante el plebiscito de 1980, el dirigente se abstuvo de votar, ya que lo consideraba un proceso electoral ilegítimo dado el contexto del país. Ese mismo año, el parlamento de Alemania Federal decidió nominar a Blest al Premio Nobel de la Paz. La candidatura fue apoyada por Finlandia, Noruega y Venezuela, además de artistas, intelectuales y ex parlamentarios chilenos. Sin embargo, no obtuvo el galardón. En 1983, y en el marco de las protestas que se realizaban en el país contra el gobierno, se fundó el Comando Nacional de Trabajadores, de la cual Blest fue presidente honorario.
Aprovechando la visita del Papa Juan Pablo II a Chile en 1987, Blest le entregó una carpeta con antecedentes de las violaciones a los derechos humanos efectuadas durante dictadura, además de un petitorio contra la condena a muerte de algunos presos políticos. En lo relativo a la postura de la oposición de participar en el plebiscito de 1988, el dirigente se mantuvo escéptico, ya que según él significaba aceptar las reglas impuestas por la dictadura. Lo que Blest pretendía era que la dictadura de Pinochet cayera producto de las huelgas y paros. El 21 de agosto de 1988 se fundó la Central Unitaria de Trabajadores (CUT), y su comisión organizadora nombró a Blest presidente honorario nacional del organismo.
Durante sus últimos años de vida sufrió varios malestares físicos y enfermedades, además de una situación económica precaria. Tras ser internado en el Hospital del Trabajador, y dado que su casa no cumplía con las condiciones mínimas para vivir, Blest solicitó ser trasladado al convento de los franciscanos. Si bien solo se permitía que los religiosos vivieran en el lugar, el superior del convento Juan de Dios Hernández permitió que el dirigente fuera cobijado allí. El 17 de noviembre de 1989 Blest fue nombrado Hermano Terciario Franciscano Seglar. Una de sus últimas actividades fue la visita que realizó a los presos políticos de la Cárcel Pública de Santiago, en mayo de 1990.
Clotario Blest falleció la madrugada del 31 de mayo de 1990, y fue velado en el templo de San Francisco. Su funeral se realizó al día siguiente, siendo despedido por sindicalistas, políticos, sacerdotes, estudiantes, y trabajadores en general. Patricio Aylwin, Presidente de la República, expresó: "Tenía un gran aprecio y admiración por Don Clotario que fue un hombre que dio testimonio. Él vivió y sacrificó oportunidades de una vida holgada, entregado a sus ideales de profunda formación cristiana". El cuerpo del dirigente fue sepultado en el Cementerio General de Santiago.

## Pensamiento

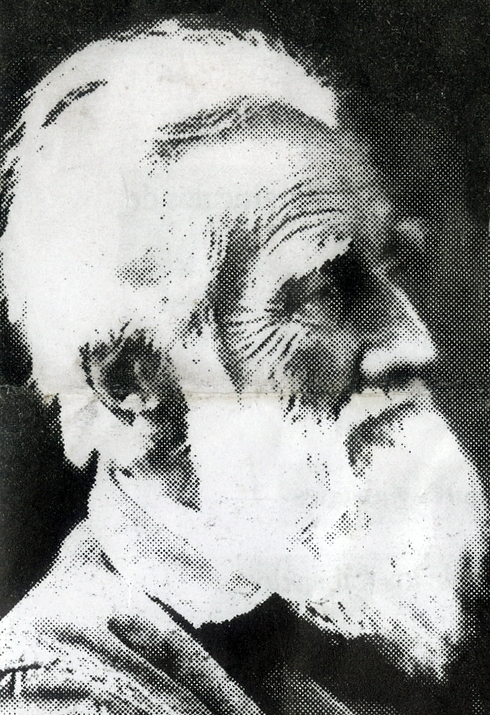
Clotario Blest durante su vejez.

El historiador Gabriel Salazar ha sostenido que Clotario Blest fue la continuación natural de Luis Emilio Recabarren, «en su trabajo, pensamiento y acción política, desde los trabajadores y para los trabajadores». Uno de los aspectos que el dirigente defendió fue la acción directa, entendida por Salazar como la resolución de los problemas por sí mismos, "sin esperar que el Estado lo haga o forzando al Estado para que lo haga". En uno de sus discursos, Blest señaló:

Ya no creemos más en el sufragio electoral como posible pócima milagrosa: sólo una izquierda revolucionaria, como la que hoy estamos dando por inaugurada podrá efectuar realmente la transformación de las estructuras sociales y políticas, a base de la acción directa del pueblo organizado, sólo así podremos vencer a la oligarquía prepotente, pues ésta no trepidará en defender a sangre y fuego sus privilegios económicos y políticos.

Blest fue crítico de los partidos políticos y sus formas de organización, optando por los llamados movimientos políticos, que se caracterizaban por tener "estructuras más ágiles, con poca vocación de burocracia, organizadas a la manera que lo desean sus integrantes, con escaso o nulo apego a las normas vigentes sobre constitución de organizaciones políticas". En un discurso de 1960, realizado en la Conferencia Nacional de la CUT, el dirigente sostuvo que los partidos políticos poseen una "actitud y conducta sectaria", y que se encuentran "empeñados exclusivamente en una carrera proselitista de tipo electoral". Por este tipo de declaraciones y su vinculación con Ernesto Miranda, Blest fue catalogado despectivamente de anarquista por sus opositores de izquierda y derecha.
Como católico practicante, Clotario Blest defendió la imagen de Jesús Obrero, ligado a un pensamiento social cristiano. Según el autor Maximiliano Salinas, «ante el Cristo Rey, propugnado como un emblema contra la descristianización de la sociedad impulsada por el ideario liberal, él reacciona con la imagen del Cristo Obrero, un Jesús no restauracionista, sino humilde e identificado con los humildes, los plebeyos, los trabajadores».